# Réacteur nucléaire G1
Pour les articles homonymes, voir G1.
Le réacteur nucléaire G1  était un réacteur nucléaire militaire construit à partir de 1955 par le Commissariat à l'énergie atomique (CEA) à Marcoule. Il est mis à l'arrêt définitif le 15 octobre 1968, et actuellement en niveau 2 AIEA de son démantèlement nucléaire. Il utilisait comme combustible nucléaire de l'uranium naturel (non enrichi) modéré par du graphite, dont il tient son nom G1 (G pour graphite). Il s'agit du premier réacteur électronucléaire français, à l'origine de la filière française des réacteurs à l'uranium naturel graphite gaz.

## Fonctionnement: 1956-1968
Le réacteur G1 est construit en 1955 et mis en service en 1956. Sa première divergence a lieu le 7 janvier 1956. Ce jour-là, de nombreux spécialistes nucléaires, physiciens, ingénieurs de sûreté et de protection sont rassemblés dans le hall de G1, avec parmi eux Pierre Guillaumat et Francis Perrin. Refroidi à l’air à la pression atmosphérique, il possède à l'origine une puissance thermique maximale de 30 mégawatts, augmentée par la suite jusqu'à 46 mégawatts.

### Production d'électricité
Dès mai 1954, EDF et le CEA passent un accord pour ajouter à ce réacteur une installation de production d'électricité expérimentale devant servir de modèle pour de futur réacteurs électronucléaires.
Le 28 septembre 1956, G1 produit de l’électricité d’origine nucléaire, ce qui en fait le premier réacteur électronucléaire d'Europe continentale de l’Ouest. Le refroidissement du réacteur est assuré par 2 500 m3 d'air par jour, qui vaporisent de l'eau du Rhône à 200 °C pour actionner une turbine à vapeur entrainant un générateur électrique de 5 mégawatts. Mais G1 rencontre des difficultés à respecter les contraintes thermiques requises pour la production d'électricité. Son faible rendement thermodynamique fait que la puissance électrique produite reste inférieure aux 8 mégawatts consommés par le réacteur pour alimenter les soufflantes assurant la circulation de l'air de refroidissement.

### Production de plutonium
À partir de 1958, G1 permit de produire 10 à 15 kg de plutonium par an. Des cartouches d’uranium naturel étaient introduites en grand nombre dans le réacteur G1 et, après y être restés quelques jours, passaient dans l’usine d'extraction du plutonium UP1 de Marcoule par un tunnel construit sous la route. Par le procédé chimique « purex », l’uranium irradié était alors retraité et le plutonium extrait.
Jusqu'en 1959, le combustible nucléaire de G1 était fourni exclusivement par l'usine du Bouchet, qui fut progressivement remplacée par l'usine de Malvesi et la SICN. Le cœur était constitué de 100 tonnes d'uranium réparties dans plus de 2 000 barres.
Le plutonium produit par G1 fut employé lors du premier essai nucléaire français Gerboise bleue dans le désert algérien en 1960.

### Incidents et surveillance radiologique
Pour la surveillance des effluents radioactifs rejetés par la cheminée, le service de radioprotection du CEA construisit trois stations de contrôle de la radioactivité atmosphérique :
- Codolet, à 3 km de Marcoule sous le vent le plus fréquent (Mistral) ;
- Villeneuve-lès-Avignon, dans les combles de l’Hôtel de Ville ;
- Mornas, près d’Orange, sur le toit d’un garage.

Le 26 octobre 1956, alors que G1 atteint pour la première fois une puissance maximale de 40 MW thermique converti en 3 MW électrique, 5 à 7 kg d'uranium s'oxyde et fond dans une cartouche de combustible, probablement en raison d'une réduction accidentelle du débit de gaz de refroidissement. Le canal accidenté et les canaux voisins sont fortement contaminés, mais les conséquences extérieures auraient été rendues négligeables grâce aux filtres. La quantité d’iode libérée à l’extérieur fut estimée de l’ordre de 100 à 200 curies (3,7 à 7,4 TBq de 131I).
Le tube contenant cette cartouche de combustible fondu ne sera pas ouvert pour analyse avant 1961 en raison des risques encouru lors de cette opération. Dans un compte rendu du mois de novembre 1956, le Groupe de protection contre les radiation (GPR) de Marcoule estime que « des consignes très strictes ont permis à l’ensemble du  personnel de ne pas dépasser une irradiation de 100 mrem/semaine » (1 mSv/semaine). Entre 3 et 7 kg d'uranium ont fondu selon l’estimation initiale que beaucoup d’agents du CEA considèrent alors comme surestimée. L’analyse de 1961 confirme cette estimation (entre 5 et 7 kg). Ce premier « incident grave » de l'histoire du nucléaire français est présenté par des experts du CEA lors de la seconde Conférence internationale sur l'utilisation de l'énergie atomique à des fins pacifiques à Genève en 1958.
Le réacteur fut définitivement mis à l'arrêt le 15 octobre 1968.

## Caractéristiques
G1 est constitué d'un cylindre horizontal octogonal de 8,80 m de long et de 9,70 m de section contenant le graphite modérateur. Il est refroidi en circuit d'air ouvert, admis par une fente verticale centrale, et rejeté par les extrémités vers une cheminée de 100 m de haut. Il comporte 1337 demi-canaux implantés horizontalement dans le massif de graphite, et contenant chacun une cartouche de combustible. Cette cartouche de 3,7 m de long est composée de 37 cylindres d'uranium de 26 mm de diamètre et 100 mm de long, mis dans un tube à ailettes en magnésium de 67 mm de diamètre hors tout.

## Démantèlement: depuis 1969
La première phase de démantèlement a débuté en 1969, elle a consisté à déposer l’ensemble des circuits externes, notamment celui de refroidissement, et à assurer le confinement des blocs réacteurs. Elle s’est achevée dans les années 80.
En 1996, le réacteur est démantelé jusqu'au niveau 2 AIEA, c'est-à-dire jusqu'au confinement statique du bâtiment du réacteur nucléaire, et le CEA dit « étudie[r] l'éventualité de démanteler G1 jusqu'au niveau 3 (démantèlement total) ». En 2020, le CEA n'annonce plus de date de fin du démantèlement, ces opérations dépendent de la mise en service de l’installation de stockage des déchets FAVL (faible activité à vie longue). Le coût total du démantèlement des réacteurs sera de l’ordre de 500 millions d’euros.
En septembre 2014, dans les 800 mètres carrés qui accueillaient auparavant le réacteur nucléaire G1, le CEA de Marcoule a inauguré une exposition dénommée InfoDEM afin de présenter la problématique du démantèlement nucléaire à des groupes de collégiens, lycéens, étudiants, enseignants et des entreprises sélectionnées.